# Рёттген, Норберт
Но́рберт Рёттген (нем. Norbert Röttgen, род. 2 июля 1965, Меккенхайм) — немецкий политик (ХДС), Председатель комитета бундестага по внешней политике. Министр по охране окружающей среды, охране природы и ядерной безопасности (2009—2012).

## Биография
Рёттген окончил гимназию Райнбаха. После получения аттестата зрелости, он начал изучать право в Боннском университете в 1984 году. Он сдал первый юридический экзамен в 1989 году, второй экзамен — в 1993 году. После этого практиковался как адвокат в Кёльне. В 2001 году получил докторскую степень в области права в Боннском университете.

## Политика
Рёттген присоединился к ХДС в 1982 году, когда он был ещё студентом старшей школы. С 1992 по 1996 год он возглавлял Молодёжный союз Германии в земле Северный Рейн-Вестфалия. Он был избран в Бундестаг в 1994 году. С 2002 по 2005 год работал в качестве пресс-секретаря правовой политики группы ХДС/ХСС.
Во время первого Кабинета большой коалиции Ангелы Меркель в 2005 году он занимал должность главного парламентского секретаря ХДС/ХСС парламентской группы в Бундестаге до 2009 года.
С 28 октября 2009 года Рёттген был федеральным министром окружающей среды, охраны природы и ядерной безопасности во втором кабинете Ангелы Меркель. С ноября 2010 года он был заместителем председателя фракции ХДС в Германии, а также председателем фракции ХДС в земле Северный Рейн-Вестфалия.
После роспуска ландтага 14 марта 2012 года, Рёттген подтвердил своё намерение баллотироваться в последующих выборах в качестве кандидата ХДС на пост премьер-министра земли Северный Рейн-Вестфалия против действующего премьер-министра Ханнелоре Крафт из СДПГ.
После поражения на выборах партии ХДС в земле Северный Рейн-Вестфалия, Рёттген ушёл со своего поста главы ХДС в земле Северный Рейн-Вестфалия. 16 мая 2012 года он был уволен, и новым федеральным министром по вопросам охраны окружающей среды, охраны природы и ядерной безопасности стал Петер Альтмайер.
В 2014—2021 Рёттген являлся председателем комитета бундестага по иностранным делам.
В 2020 году, после отставки председателя ХДС Аннегрет Крамп-Карренбауэр, Рёттген выдвинул свою кандидатуру на пост лидера партии. После поражения на выборах от Армина Лашета в январе 2021 года Рёттген выдвинул свою кандидатуру на пост лидера ХДС 12 ноября 2021 года. Его соперниками были Хельге Браун и Фридрих Мерц. Рёттген занял второе место в гонке после Мерца, который выиграл первый тур онлайн-голосования с результатом 62,1 %.
Считает, что Россия «превращается в авторитарное государство и распространяет свою власть за пределы своих границ». Является сторонником санкций против России в связи с украинскими событиями 2014 года и военной операции в Сирии.